# Brendan Evans
Brendan Evans (Pontiac, 8 aprile 1986) è un ex tennista statunitense.

## Carriera
Ha ottenuto ottimi risultati a livello giovanile, vanta infatti tre titoli slam nel doppio ragazzi in coppia con il connazionale Scott Oudsema. Ha infatti vinto in Australia, a Wimbledon e agli US Open.
Tra i professionisti non ha mantenuto le aspettative dai risultati junior, ha raggiunto nel singolare la 117ª posizione della classifica ATP, mentre in doppio ha raggiunto il 119º posto. Nei tornei del Grande Slam ha ottenuto il suo miglior risultato raggiungendo il secondo turno nel singolare a Wimbledon 2010.

## Statistiche

### Tornei minori

#### Singolare

##### Vittorie (5)
| Legenda tornei minori |
| Challenger (3)        |
| Futures (2)           |

| Numero | Data          | Torneo                                       | Superficie | Avversario in finale | Punteggio              |
| 1.     | novembre 2004 | USA F32, Honolulu                            | Cemento    | Wayne Odesnik        | 6(5)–7, 7–6(2), 7–6(4) |
| 2.     | giugno 2006   | USA F12, Rocklin                             | Cemento    | David Martin         | 7–6(3), 7–5            |
| 3.     | ottobre 2007  | Challenger de Drummondville, Rimouski        | Sintetico  | Ilija Bozoljac       | 6(3)–7, 6–4, 6–4       |
| 4.     | gennaio 2009  | Internationaux de Nouvelle-Calédonie, Noumea | Cemento    | Florian Mayer        | 4–6, 6–3, 6–4          |
| 5.     | giugno 2019   | AEGON Trophy, Nottingham                     | Erba       | Ilija Bozoljac       | 6(4)–7, 6–4, 7–6(4)    |